# Alsleben (Saale)
Alsleben (Saale) is een gemeente in de Duitse deelstaat Saksen-Anhalt, gelegen in de Landkreis Salzlandkreis. De plaats telt 2.552 inwoners.

## Ortsteile
Het volgende ortsteil maakt deel uit van de gemeente:
- Gnölbzig

Alsleben (Saale) ·
Aschersleben ·
Barby ·
Bernburg (Saale) ·
Bördeaue ·
Börde-Hakel ·
Bördeland ·
Borne ·
Calbe (Saale) ·
Egeln ·
Giersleben ·
Güsten ·
Hecklingen ·
Ilberstedt ·
Könnern ·
Nienburg (Saale) ·
Plötzkau ·
Schönebeck ·
Seeland ·
Staßfurt ·
Wolmirsleben